# ミッチ・ラッカー
ミッチ・ラッカー（Mitch Lucker、1984年10月20日 - 2012年11月1日）は、アメリカ合衆国のミュージシャン。デスコア・バンド、スーサイド・サイレンスのボーカリストとして知られる。

## 略歴
2000年にバンド、ブレイクアウェイで活動を始め、後にコロナのローカル・メタルコア・バンド、ダイイング・ドリームスのボーカルとして活動していた。ダイイング・ドリームスは、弟のクリフがギターを担当し、また後にスーサイド・サイレンスのメンバーとなるジョシュ・トゥファーノがセカンド・ギター、マイク・オルハイザーがベースを担当していた。同バンドが解散する約1年前にまだサイド・プロジェクトとみなされていたときに、 スーサイド・サイレンスに加入した。
2012年11月1日午前6時17分、オレンジ郡検視局によりカリフォルニア州ハンティントンビーチでバイク事故により死去。報告によると、10月31日午後9時過ぎにオートバイで事故を起こし、重傷を負っていた。
2012年12月21日、カリフォルニア州ポモナのフォックス・シアターで、スーサイド・サイレンスのメンバーによる追悼ライヴ『エンディング・イズ・ザ・ビギニング』が開催されたた。また同ライブは、ラッカーの娘・ケナディー・ラッカーの教育費のために行われた。スーサイド・サイレンスは、ケナディー・ラッカー教育基金を立ち上げ、彼女への寄付を推進し続けている。